# Луговое (Воронежская область)
Лугово́е — село в Богучарском районе Воронежской области. Административный центр Луговского сельского поселения.

## География
Село находится на правом берегу реки Богучарка, на расстоянии 20 км к западу от города Богучар, административного центра района.

### Часовой пояс
Село Луговое, как и вся Воронежская область, находится в часовой зоне МСК (московское время). Смещение применяемого времени относительно UTC составляет +3:00.

## История
Основано в 1740 году. По фамилии первопоселенца казака Загребайлова до 1959 года село носило название Загребайловка.

## Население
| 2000 | 2005 | 2010 |
| ---- | ---- | ---- |
| 844  | ↘833 | ↗841 |

## Улицы
| - пер. Гагарина, - пер. Зои Космодемьянской, - ул. Кирова, - пер. Крупской, - ул. Ленина, | - пер. Матросова, - ул. Мира, - пер. Олега Кошевого, - ул. Советская, - ул. Шолохова. |